# مزار (بدخشان)
مزار (به لاتین: Mazar) یک منطقهٔ مسکونی در افغانستان است که در ولایت بدخشان واقع شده‌است.